# Jannum
Jannum (en néerlandais : Janum) est un village de la commune néerlandaise de Noardeast-Fryslân, dans la province de Frise.

## Géographie
Le village est situé dans le nord de la Frise, à l'ouest de Dokkum. Il est arrosé par le Dokkumer Ie.

## Histoire
Jannum fait partie de la commune de Ferwerderadiel avant le 1er janvier 2019, où celle-ci est supprimée et fusionnée avec Dongeradeel et Kollumerland en Nieuwkruisland pour former la nouvelle commune de Noardeast-Fryslân.

## Démographie
Le 1er janvier 2018, le village comptait 40 habitants.